# Clara Silva
Clara Silva (Montevideo, 1905 - Ib., 1976) fue una poeta y narradora uruguaya.

## Biografía
De joven ávida lectora, el primer libro de poemas de Clara Silva fue La cabellera oscura, publicado en 1945. Le siguieron Memoria de la nada (1948) y Los delirios (1954). 
Educada en una familia fervientemente católica, se les enseñó tanto a ella como a su hermana Concepción que había que amar a todos sin distinciones. La disyuntiva entre el amor religioso y el terrenal está presente a lo largo de su obra: 
"¿Qué busco, qué no busco, vacilante? / Apurando distancias vanamente / a un tiempo soy amor, amada, amante".
Pero no fue en las poesías de esos primeros volúmenes donde más destacó la autora, sino como novelista. En sus novelas, esas preocupaciones religiosas continúan latentes. Mujeres frustradas y solas, atrapadas en viejas casonas, abundan en su narrativa.
Es una poética de la grisura, de lo lúgubre y sórdido, expresada con crudeza y atención naturalista, sin desdeñar lo feo, lo grotesco y lo escatológico. Se abordan así ambientes de marginación y paisajes desolados: basurales, desagüe de colectores en arroyos solitarios, baldíos que parecen páramos y esos rancheríos miserables que en la época comenzaban a ser conocidos con la irónica denominación de «cantegriles».
Clara Silva se casó con el crítico y ensayista Alberto Zum Felde. Ambos fallecieron en 1976.

## Obra

### Poesía
- La cabellera oscura (1945).
- Memoria de la nada (1948).
- Los delirios (1954).
- Las bodas (1960).
- Preludio indiano y otros poemas (1961).
- Guitarra en sombra (1964).

### Narrativa
- La sobreviviente (1951).
- El alma y los perros (1962).
- Aviso a la población (Editorial Alfa, Montevideo, 1964, reeditado por Arca en 1967 y por la Colección de Clásicos Uruguayos de la Biblioteca Artigas en 2009).
- Habitación testigo (1967).
- Prohibido pasar (1969).

### Crítica
- Genio y figura de Delmira Agustini (1968).